# Trasporti in Moldavia

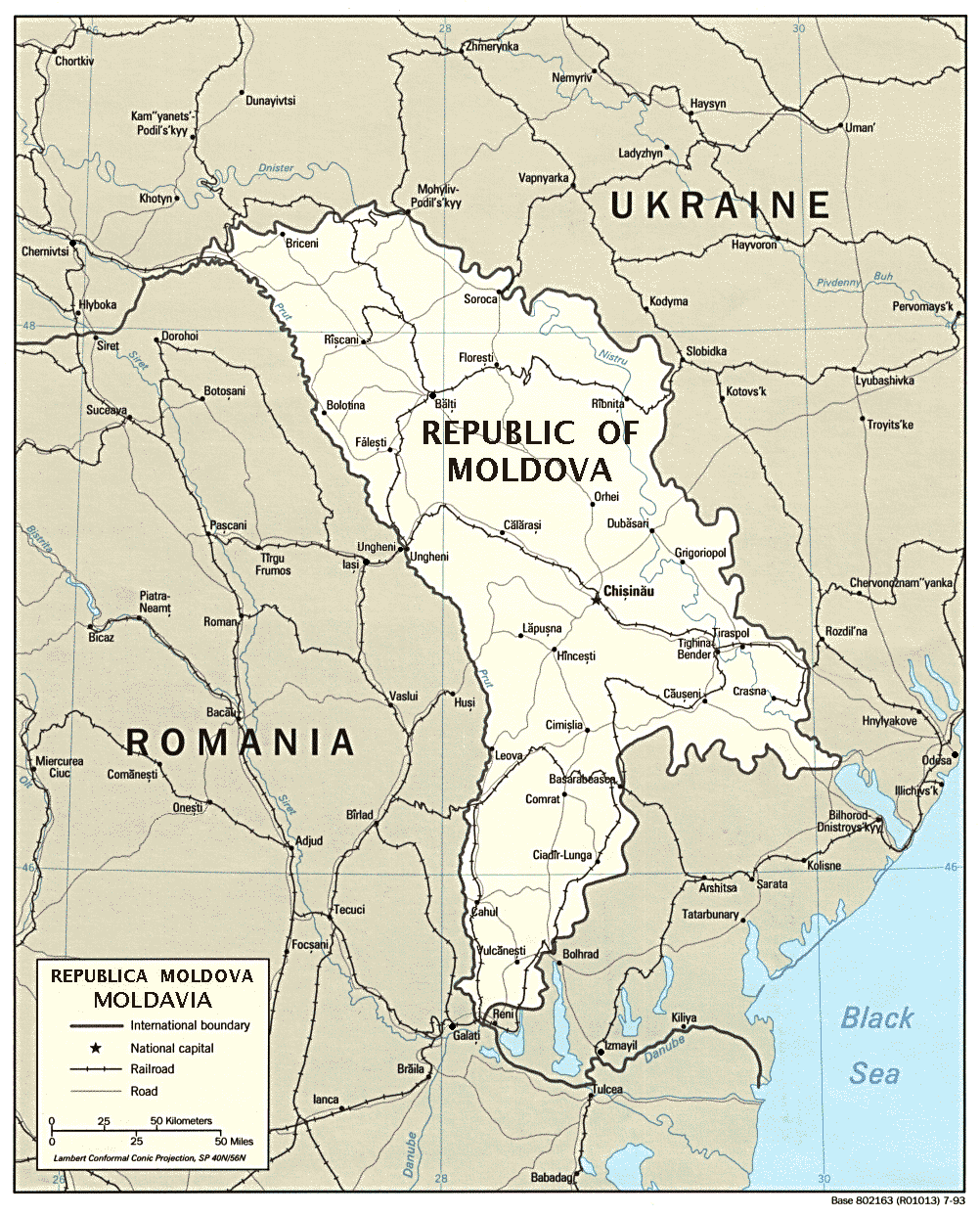
Moldavia: carta geopolitica con rete ferroviaria e stradale

Questa voce raccoglie le principali tipologie di trasporti in Moldavia.

## Trasporti su rotaia

### Rete ferroviaria
In totale: 1.138 km di linee ferroviarie (dati 2005).
- scartamento allargato (1524 mm): 1.124 km.
- Gestore nazionale: Calea Ferată din Moldova (CFM)

### Reti metropolitane
Non sono presenti sistemi di metropolitana.

### Reti tranviarie
Attualmente anche il servizio tranviario è assente.

## Trasporti su strada

### Rete stradale
Strade pubbliche: in totale 12.730 km (dati 2003)
- asfaltate: 10.973 km
- bianche: 1.757 km.

### Reti filoviarie
I filobus sono presenti in diverse città come:
- Bălți (dal 1972)
- Chișinău (dal 1949)
- Tighina (dal 1996)
- Tiraspol (dal 1967)

### Autolinee
Nella capitale della Moldavia, Chișinău, ed in tutte le zone abitate sono presenti aziende pubbliche e private che gestiscono trasporti urbani, suburbani, interurbani e turistici 
esercitati con autobus.

## Idrovie
In totale la Moldavia dispone di 424 km di acque perennemente navigabili, ascrivibili in gran parte al fiume Nistro.

### Porti e scali
nessuno.

## Trasporti aerei

### Aeroporti
In totale: 12 (dati 2006)
a) con piste di rullaggio pavimentate: 6
- oltre 3047 m: 1
- da 2438 a 3047 m: 2
- da 1524 a 2437 m: 2
- da 914 a 1523 m: 0
- sotto 914 m: 1

b) con piste di rullaggio non lastricate: 6.
- oltre 3047 m: 0
- da 2438 a 3047 m: 0
- da 1524 a 2437 m: 0
- da 914 a 1523 m: 3
- sotto 914 m: 3